# دیوید مدینا (بازیکن فوتبال)
دیوید مدینا (انگلیسی: David Medina؛ زادهٔ ۲۵ ژوئیهٔ ۱۹۸۲) بازیکن فوتبال اهل اسپانیا است.
از باشگاه‌هایی که در آن بازی کرده‌است می‌توان به باشگاه خیمناستیک تاراگونا، باشگاه ورزشی تنریف، و باشگاه فوتبال سابادل اشاره کرد.